# Thomanerchor
El Thomanerchor (o Cor de l'Església de Sant Tomàs de Leipzig) és un cor de xiquets de Leipzig, Alemanya, fundat l'any 1212. El cor està format per uns 90 xiquets d'entre 9 i 18 anys. Els membres, anomenats Thomaner, resideixen en un internat i assisteixen a l'escola St. Thomas, Leipzig, un institut de secundària centrat en l'educació musical. Els membres més joves assisteixen a l'escola primària Forum Thomanum o a l'Anna-Magdalena-Bach-Schule. Johann Sebastian Bach va exercir com a Thomaskantor, director del cor i de la música eclesiàstica a Leipzig, de 1723 a 1750.

## El cor

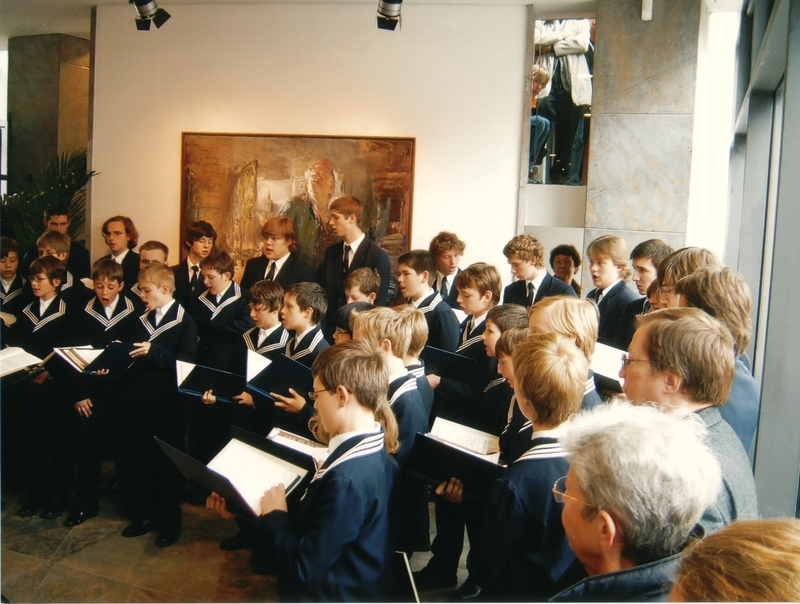
El cor cantant a la casa Bach d'Eisenach el 17 de maig de 2007

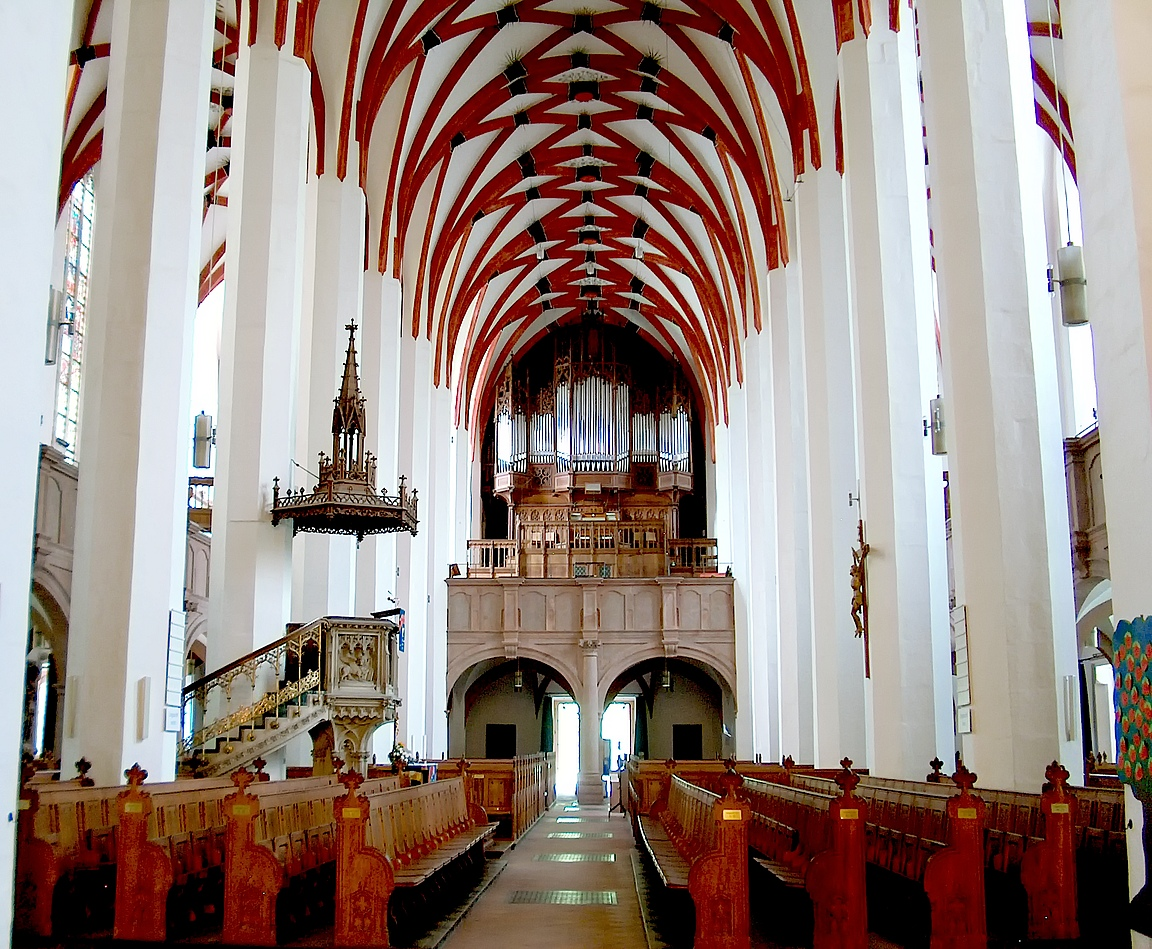
Thomaskirche, 2008

El repertori del cor abasta des del Renaixement fins a la música contemporània, centrant-se especialment en les obres vocals de Johann Sebastian Bach.
El Forum Thomanum,  inaugurat el 2012, és el campus del cor, i inclou internat, escola bressol, escola primària, institut, local d'assaig del cor, l'església luterana, alberg juvenil, edificis administratius, gimnàs i més serveis.
El Thomanerchor canta tres vegades per setmana (tret de les vacances d'estiu) a la Thomaskirche: motets els divendres a les 18 h i dissabtes a les 15 h, i la missa els diumenges a les 9 h. A més, canten als dies festius protestants i ofereixen gires de concerts arreu d'Alemanya i a l'estranger.

## Història

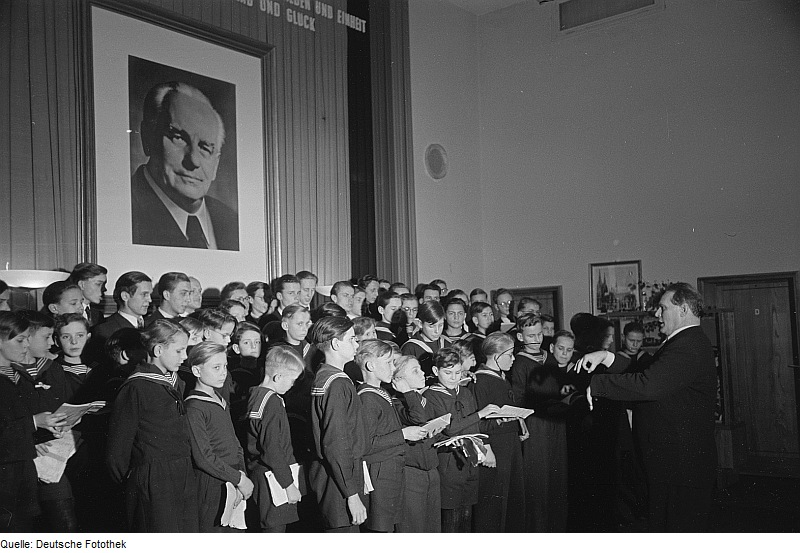
El cor l'any 1953

El margravi de Meissen va fundar el priorat de Sant Tomàs per als canonges agustins (Augustiner-Chorherrenstift zu St. Thomas) l'any 1212. Al monestir es va annexar una escola, la finalitat de la qual era desenvolupar futurs sacerdots. Des de la Reforma Protestant de 1539, l'escola i el cor pertanyen a la ciutat de Leipzig. El Thomanerchor sigui l'entitat cultural més antiga de la ciutat i una de les més antigues d'Europa. En temps de Johann Sebastian Bach el cor estava format per uns 50 cantants, dels quals es seleccionaven els 16 millors per a interpretar les cantates.

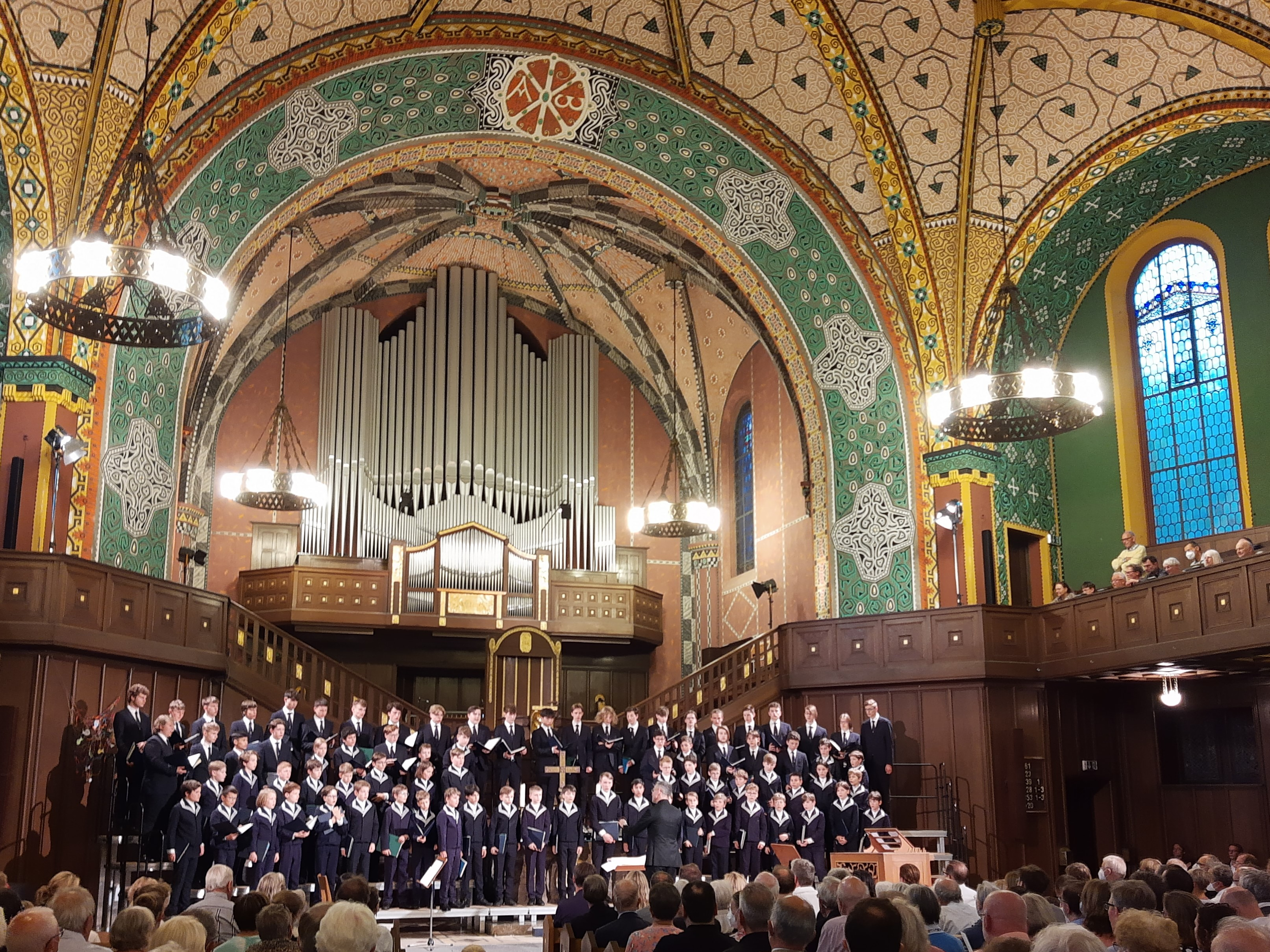
Thomanerchor a Lutherkirche, Wiesbaden, 2022

## 23-F
El febrer de 1981 el Thomanerchor feu una gira per la península ibèrica, actuant justament el dia 23 en el concert extraordinari que era el número 1.500 de la Societat Filharmònica de València. L'actuació començà sense que ningú sopsitara el que anava a succeir, però fou interrompuda en assabentar-se'n del colp d'estat, del toc de queda i dels tancs que el capità Milans del Bosch havia tret pels carrers de València. El cor infantil, que venia del règim comunista de l'Alemanya de l'est, quedà en una situació compromesa que semblava estar en mans de militars franquistes. La musicòloga Cristina Urchueguía, que en aquell moment tenia 15 anys i estava casualment entre el públic, ha investigat i documentat el rerefons d'aquella gira.

## Directors
Els directors del Thomanerchor, anomenats Thomaskantor en alemany, han inclòs (entre parèntesis el seu temps al càrrec):
- Georg Rhau (1518-1520)
- Johannes Galliculus (1520-1525)
- Sethus Calvisius (1594-1615)
- Johann Hermann Schein (1615-1630)
- Tobias Michael (1631-1657)
- Sebastian Knüpfer (1657-1676)
- Johann Schelle (1677-1701)
- Johann Kuhnau (1701-1722)
- Johann Sebastian Bach (1723-1750)
- Johann Friedrich Doles (1756-1789)
- Johann Adam Hiller (1789-1801)
- Johann Gottfried Schicht (1810-1823)
- Christoph Theodor Weinlig (1823-1842)
- Moritz Hauptmann (1842-1868)
- Ernst Friedrich Richter (1868-1879)
- Wilhelm Rust (1880-1892)
- Gustav Schreck (1893-1918)
- Karl Straube (1918-1939)
- Günther Ramin (1939-1956)
- Kurt Thomas (1957-1960)
- Erhard Mauersberger (1961-1972)
- Hans-Joachim Rotzsch (1972-1991)
- Georg Christoph Biller (1992-2015)
- Gotthold Schwarz (2016-2021)
- Andreas Reize (des de 2021)

## Premis i reconeixements
Premis:
- Medalla Bach 2023[7]
- Premi Europeu de Música Eclesiàstica 2014[8]
- ECHO Classic Award 2012, premi especial[9]
- Premi Bach de la Royal Academy of Music (Londres) 2011[10]
- Premi Brahms de la Societat Brahms de Schleswig-Holstein 2002[11]
- Premi Cultural Europeu de Música Coral[12]

Condecoracions oficials:
- Ordre del Mèrit a la Pàtria d'Alemanya de l'Est (en alemany: Vaterländischer Verdienstorden)[13]